# یواس‌اس بارب (اس‌اس-۲۲۰)
یواس‌اس بارب (اس‌اس-۲۲۰) (به انگلیسی: USS Barb (SS-220)) یک زیردریایی بود که طول آن ۳۱۱ فوت ۹ اینچ (۹۵٫۰۲ متر) بود. این زیردریایی در سال ۱۹۴۲ ساخته شد.